# Notophthiracarus aculeatus
Notophthiracarus aculeatus är en kvalsterart som beskrevs av Wojciech Niedbała 1988. Notophthiracarus aculeatus ingår i släktet Notophthiracarus och familjen Phthiracaridae. Inga underarter finns listade i Catalogue of Life.